# Élections municipales de 2017 en Abitibi-Témiscamingue
Les élections municipales québécoises de 2017 se déroulent le 5 novembre 2017. Elles permettent d'élire les maires et les conseillers de chacune des municipalités locales du Québec, ainsi que les préfets de quelques municipalités régionales de comté.

## Abitibi-Témiscamingue

### Angliers
- Aucune élection
  - Élection reportée à novembre 2018 en raison du projet de regroupement avec la municipalité de Laverlochère[1]

### Laverlochère
- Aucune élection
  - Élection reportée à novembre 2018 en raison du projet de regroupement avec la municipalité de Angliers

### Laverlochère-Angliers
Nouvelle municipalité issue du regroupement des municipalités de village d'Angliers et de Laverlochère le 1er janvier 2018.
Entre janvier 2018 et novembre 2018, Lyna Pina, mairesse d'Angliers, et Daniel Barrette, maire de Laverlochère, agissent à titre de maire. Durant cette période, quatre conseillers d'Angliers et quatre conseillers de Laverlochère, élu lors des élections municipales de 2013 siégeront au conseil municipal de la nouvelle ville.